# Хронологія рекордів України зі змішаного естафетного бігу 4×400 метрів
Рекорди України зі змішаного естафетного бігу 4×400 метрів визнаються Федерацією легкої атлетики України з-поміж результатів, які показали українські естафетні команди у складі двох жінок та двох чоловіків на біговій доріжці, за умови дотримання встановлених вимог.
Рекорди України зі змішаного естафетного бігу 4×400 метрів фіксуються з 2019.

## Хронологія рекордів
| | Час     | Команда                                                                                              | Місто змагань | Дата змагань | Примітки    | Відео |
| --- | ------- | --- | ------------- | ------------ | ----------- | ----- |
| 1 | 3.16,65 | ́ УкраїнаДанило Даниленко (Вл) Тетяна Мельник (Квм) Аліна Логвиненко (Днц) Олег Миронець (Чрв)        | Мінськ        | 26.06.2019   | [ 1 ]       |       |
| Європейські ігри, стадіон «Динамо», 1пф1. 1. Україна (Даниленко 44,90; Мельник 52,86; Логвиненко 52,06; Миронець 46,83) 3.16,65. 2. Франція (Патріс Моріс, Еліз Трінклер, Фара Клер, Жиль Бірон) 3.17,53. 3. Німеччина (Максиміліан Групен, Кароліна Палітч, Корінна Шваб, Арне Леппельзак) 3.19,88. 4. Греція (Константинос Накос, Деспойна Мурта, Елпіда Каркалату, Антоніос Александридіс) 3.20,81. 5. Туреччина (Ільяс Чанакчі, Дер'я Їлдирим, Берфе Санджак, Акін Озьюрек) 3.20,93. 6. Португалія (Мауру Перейра, Рівінільда Ментаї, Андрея Креспу, Діогу Піньяу) 3.24,13. |         | |               |              |             |       |
| 2 | 3.15,46 | ́ УкраїнаОлексій Поздняков (Днц) Тетяна Мельник (Квм) Аліна Логвиненко (Днц) Олександр Погорілко (См) | Ерзурум       | 13.06.2021   | [ 2 ] [ 3 ] |       |
| 6th International Sprint & Relay Cup, міський стадіон, ф1: 1. Україна (Поздняков, Мельник, Логвиненко, Погорілко) 3.15,46. 2. Білорусь (Роман Володькін, Юлія Близнець, Анна Михайлова, Олександр Василевський) 3.16,65. 3. Туреччина (Берке Акчам, Бюсра Їлдирим, Еліф Полат, Ільяс Чанакчі) 3.17,65. 4. Румунія (Елена Мірела Лаврич, Константин Андоній, Крістьян Флорін Ніка, Адіна Елена Чирчоджель) 3.37,81. |         | |               |              |             |       |
| 3 | 3.14,06 | ́ УкраїнаМикита Барабанов (Зп) Катерина Климюк (Зп) Аліна Логвиненко (Днц) Олександр Погорілко (См)   | Ерзурум       | 27.06.2021   | [ 4 ]       |       |
| International Relay Cup, міський стадіон, ф: 1. Україна 3.14,04. |         | |               |              |             |       |
| 3 роки, 263 дні від дати встановлення |         | |               |              |             |       |